# Untenende

Der Name der Stadt Papenburg und deren Entwicklung gehen auf die Wasserburg zurück, die am heutigen Untenende stand. Sie wurde historisch zuerst als „Papenborch“, später als „Papenborg“ erwähnt.

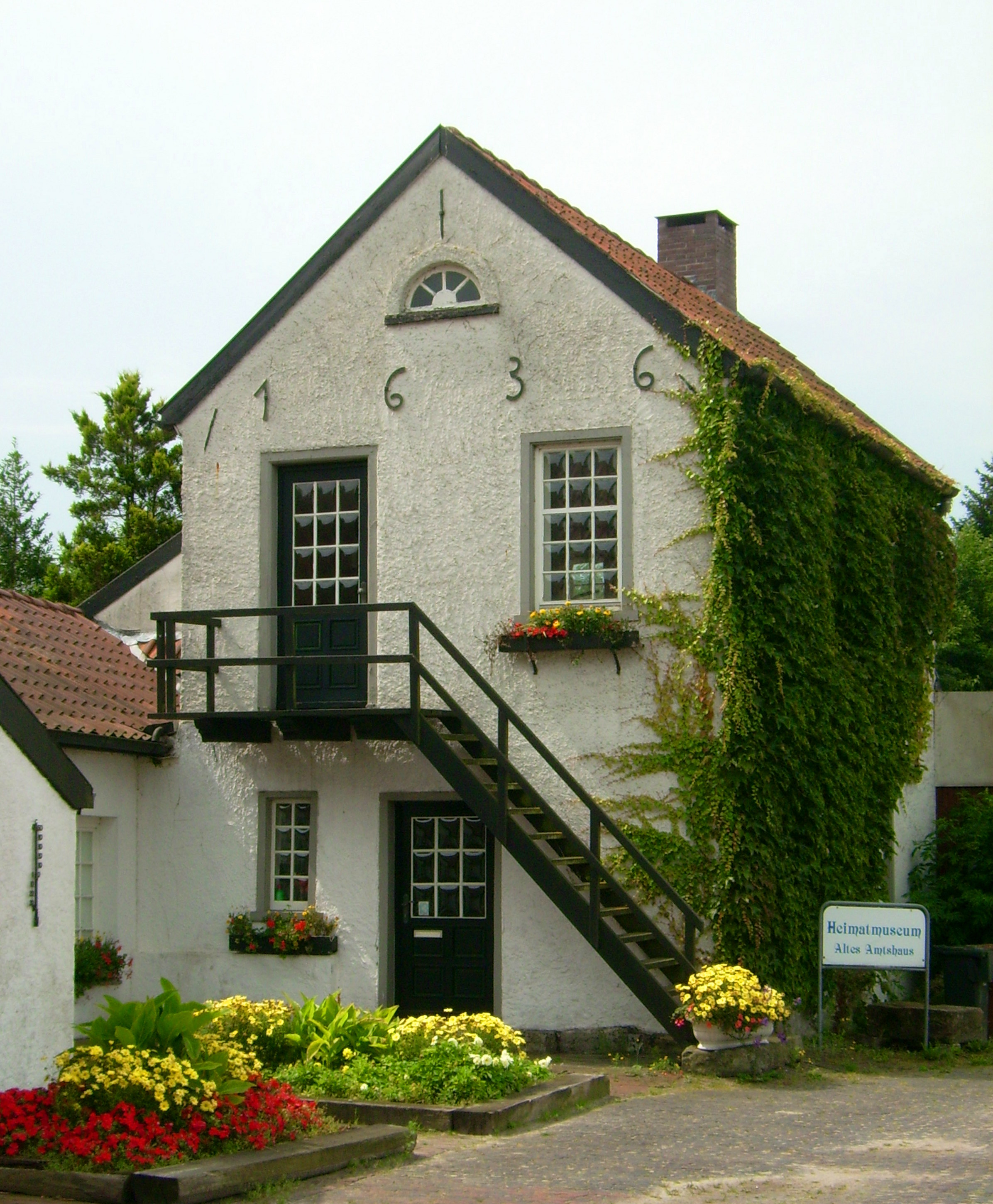
„Altes Amtshaus“ am Hauptkanal nahe dem damaligen Standort der Wasserburg.

Das Untenende ist ein Stadtteil der Stadt Papenburg, längste und älteste Fehnstadt Deutschlands, im nördlichen Emsland und hat über 13.000 Einwohner. Das Untenende ist der Entwicklungsursprung der heutigen Stadt und von Kanälen durchzogen, die vom Obenende herunter über den Hafen im Norden in die Ems fließen.

## Kultur und Sehenswürdigkeiten

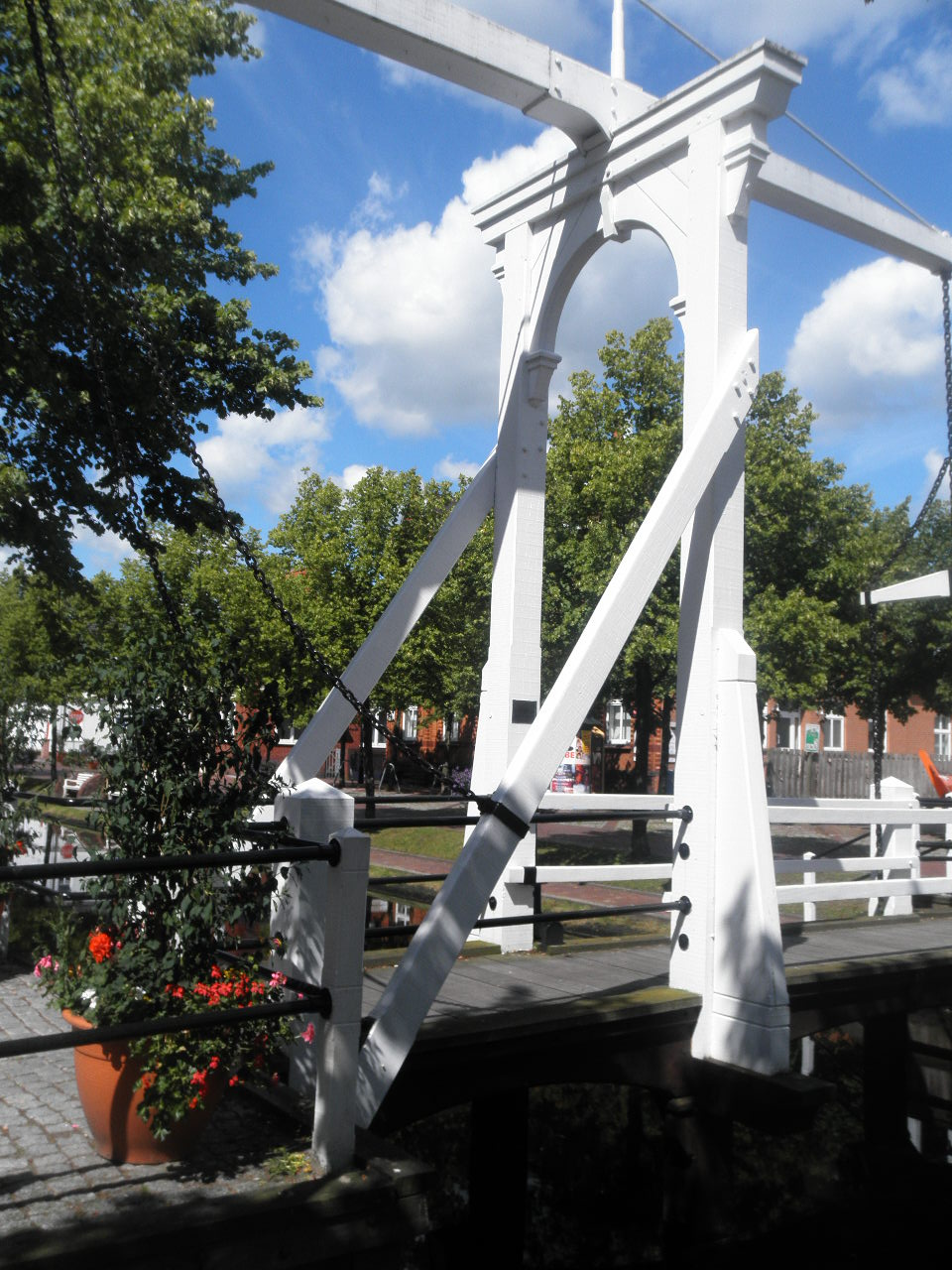
Zugbrücke am Hauptkanal des Untenendes
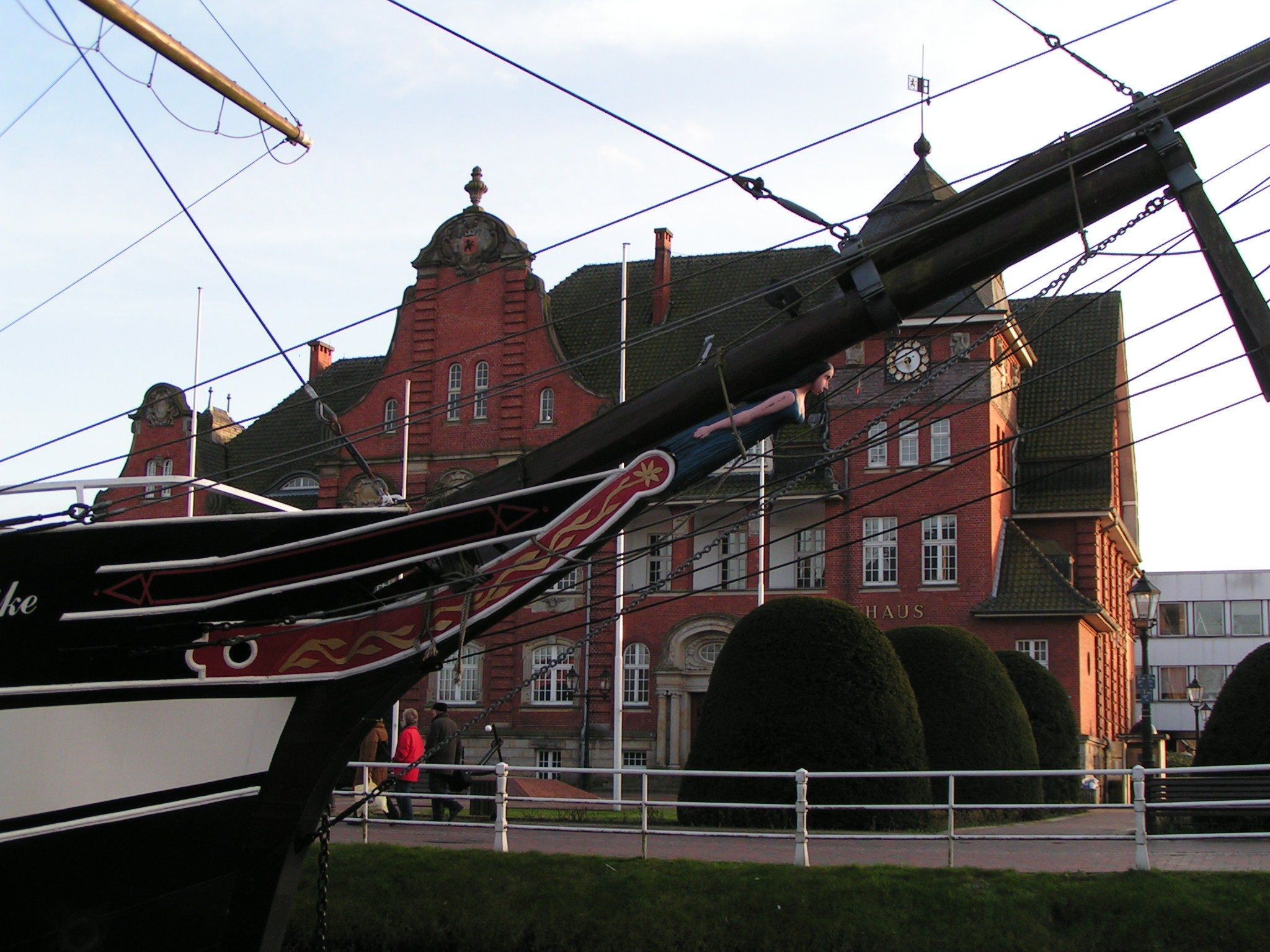
Rathaus von Papenburg; davor im Hauptkanal die Brigg Friederike von Papenburg
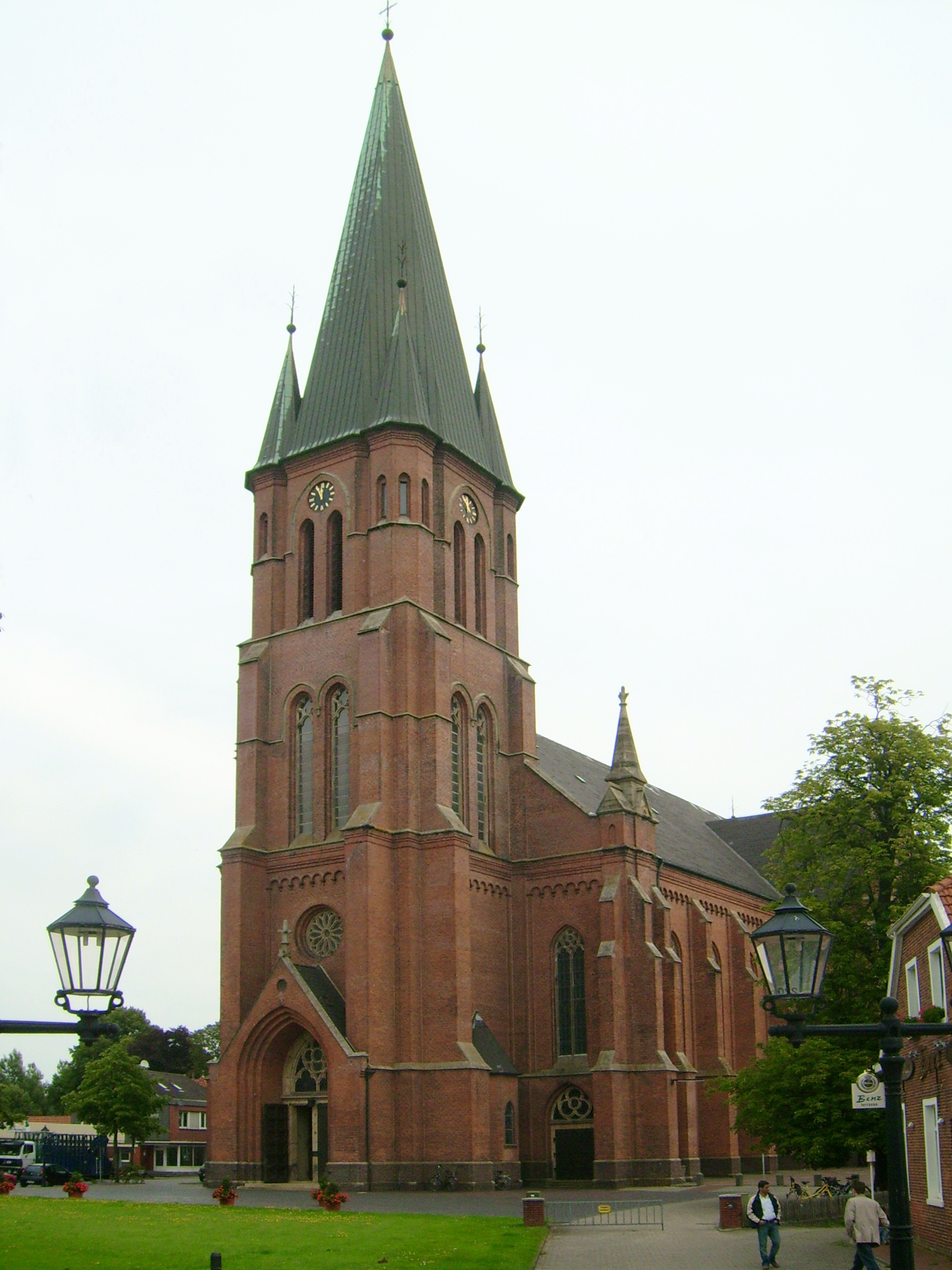
St.-Antonius-Kirche am Hauptkanal
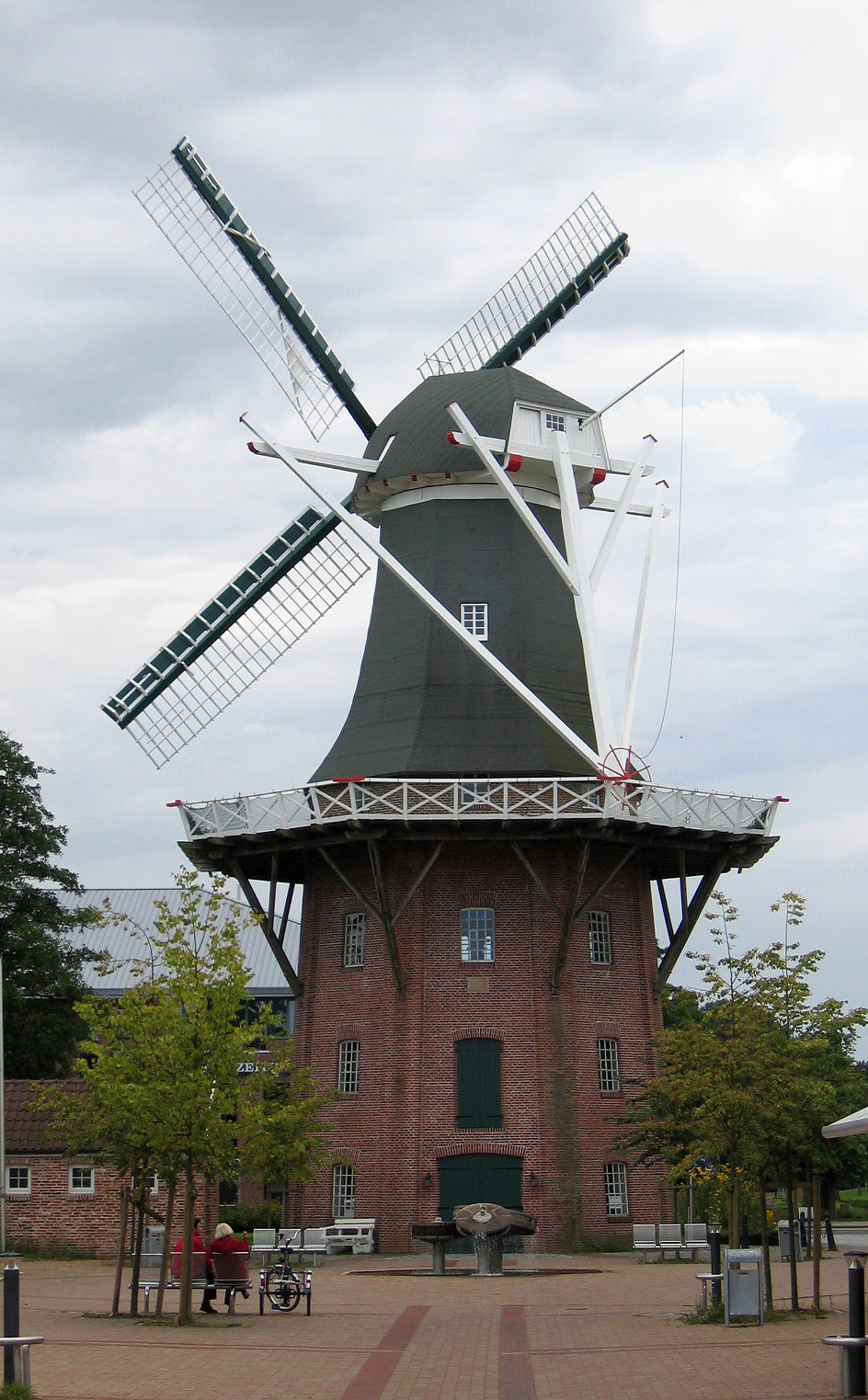
Meyers Mühle am Hauptkanal
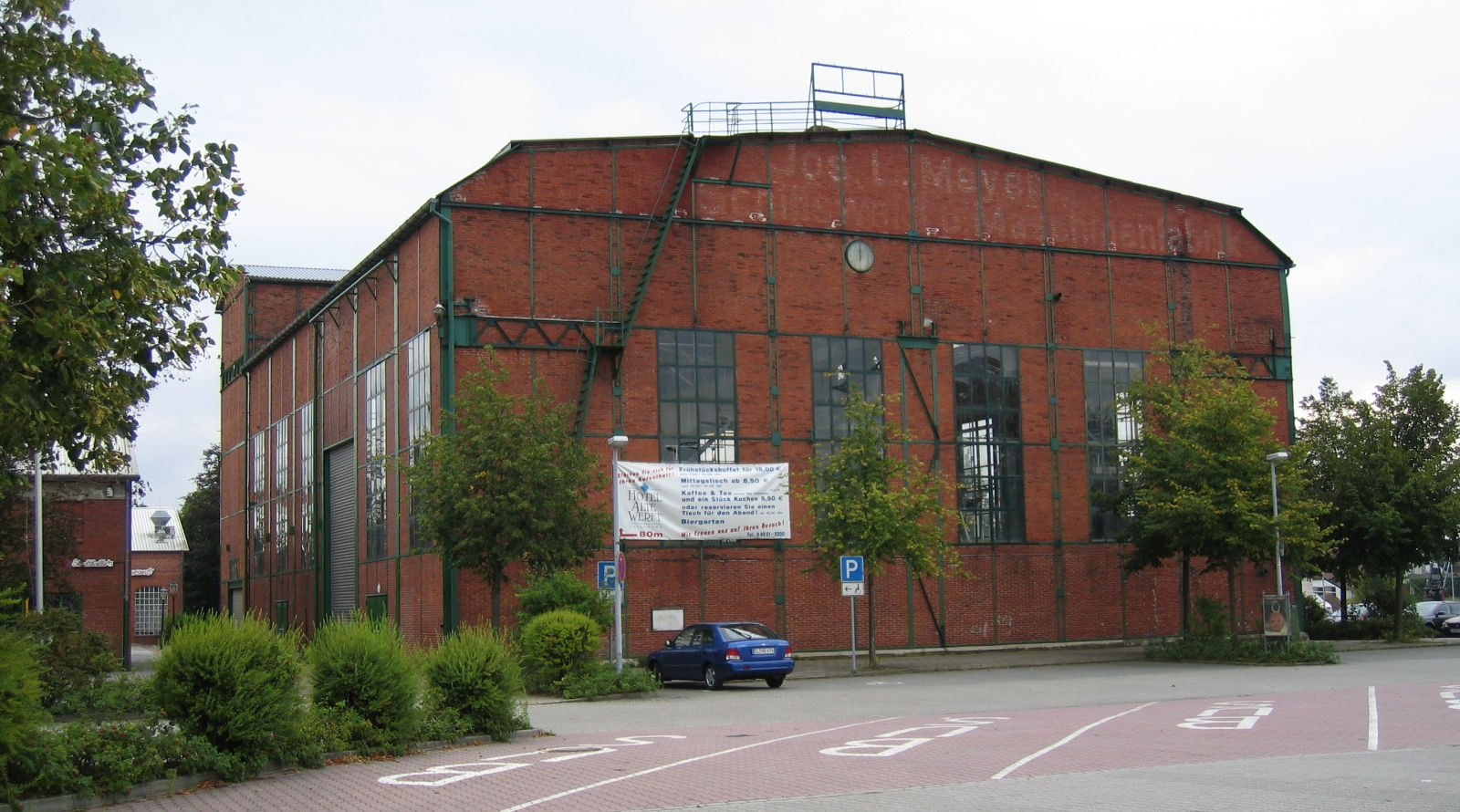
Kesselschmiede am Standort der Alten Werft